# Linia A metra w Nowym Jorku

Mapa linii

Linia A – linia metra nowojorskiego. Jest oznaczona kolorem niebieskim na znakach stacji, znakach trasy oraz na oficjalnych mapach metra. Na swoim przebiegu przez Manhattan nosi nazwę IND Eighth Avenue Line.
Linia działa cały dzień. Zazwyczaj kursuje od Inwood – 207th Street na Manhattanie do Far Rockaway – Mott Avenue w Queens (jest to najdłuższa linia w systemie i liczy ponad 50 km) lub do Ozone Park – Lefferts Boulevard przez Central Park West Express, IND Eighth Avenue Line i IND Fulton Street Line w Brooklynie oraz IND Rockaway Line w Queens.